# Дигидрофолатредуктаза
Дигидрофолатредуктаза (англ. Dihydrofolate reductase, DHFR) — один из ключевых ферментов во внутриклеточном метаболизме фолатов, необходимый для восстановления дигидрофолиевой кислоты до активной коферментной формы витамина — тетрагидрофолиевой кислоты.
Дигидрофолиевая кислота образуется в процессе каталитического превращения дУМФ (урацил-монофосфата) в дТМФ (тимидил-монофосфат), осуществляемого при участии фермента тимидилат-синтетазы, коферментом которого является тетрагидрофолиевая кислота.
Дигидрофолат-редуктаза затем восстанавливает дигидрофолиевую кислоту до тетрагидрофолиевой кислоты, которая может немедленно вновь вступить в донорский пул фолатов клетки и снова быть использована в каталитических реакциях, опосредуемых той же тимидилат-синтетазой или другим фолат-зависимым ферментом.

## Ингибиторы дигидрофолат-редуктазы
Наиболее мощным ингибитором дигидрофолат-редуктазы в клетках человека и животных является метотрексат — противоопухолевый препарат из группы антиметаболитов, антагонист фолиевой кислоты.
Менее сильной ингибирующей активностью в отношении дигидрофолат-редуктазы человека и животных являются триметоприм и пириметамин, применяемые соответственно как антибактериальное и антипротозойное средство.

## Патологии
Мутации гена DHFR вызывают редкое расстройство фолатного метаболизма, наследуемое по аутосомно-рецессивному механизму. Расстройство проявляется пернициозной анемией, панцитопенией и выраженной церебральной фолатной недостаточностью. В качестве терапии назначается фолиновая кислота.